# Vincenzo Rustici
Vincenzo Rustici (Siena, 1556 – 1632) è stato un pittore italiano della Scuola senese, attivo tra il XVI ed il XVII secolo.

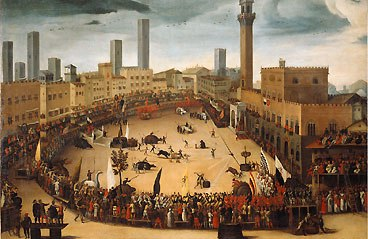
Vincenzo Rustici, Caccia ai tori nel Campo di Siena (1585)

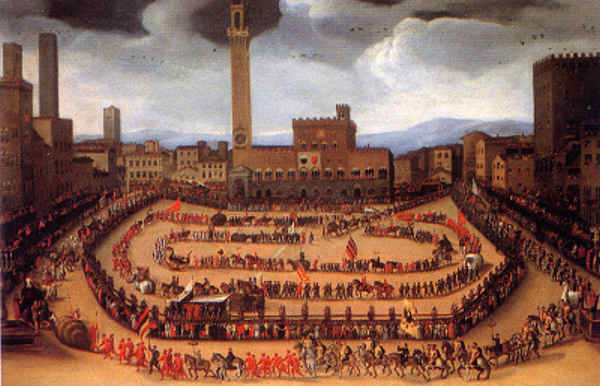
Vincenzo Rustici, La sfilata delle Contrade (1585)

Fece parte di una famiglia di pittori: il padre Lorenzo era detto il Rustico e il figlio Francesco veniva chiamato il Rustichino. Anche suo fratello maggiore Cristofano era pittore.
Fu allievo e collaboratore di Alessandro Casolani (di cui era cognato: nel 1582 la sorella Aurelia sposò Casolani), e alla sua morte ne completò la Resurrezione di Lazzaro, posta poi all'interno della Basilica di San Francesco a Siena.

## Opere
Tra le sue opere senesi: 
- dipinti murali (Dio Padre onnipotente, Annunciazione) della Chiesa delle Carceri di Sant'Ansano;[6]
- Matrimonio mistico di Santa Caterina da Siena nella Chiesa di San Giacinto;[7]
- Madonna col Bambino, San Giovannino e San Carlo Borromeo che presenta il Beato Luigi Gonzaga nell'Oratorio di Sant'Antonio di Padova, Contrada Priora della Civetta;[8]
- Pietà e Santi nell'Oratorio di Santa Caterina del Paradiso (eseguita con Francesco Rustici);[9]
- Caccia ai tori nel Campo di Siena, olio su tela;[10]
- La sfilata delle Contrade nel Campo di Siena, olio su tela.[11]

Ed inoltre:
- Madonna col Bambino, San Bartolomeo e San Cristoforo nella Chiesa di San Bartolomeo di Rapolano Terme;
- alcune piccole tele seicentesche nella chiesa di San Paolo a Carteano (Prato).